# Schloss Wiednitz

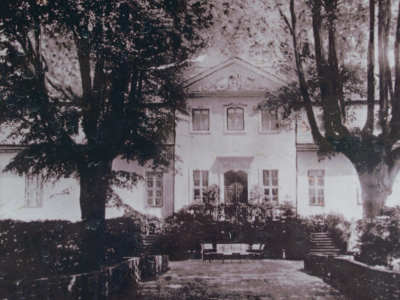
Schloss Wiednitz um 1900

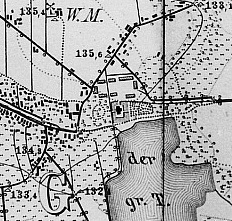
Lageplan, Meßtischblatt von 1883 (Ausschnitt)

Schloss Wiednitz war ein als kleines Barockschloss gebautes Herrenhaus eines Rittergutes in der Gemeinde Wiednitz, heute Ortsteil der Stadt Bernsdorf bei Kamenz im sächsischen Landkreis Bautzen im Norden der Oberlausitz. Das Anwesen bestand von 1735 bis 1946. 

## Geschichte
Die Geschichte des Schlosses geht auf ein 1534 erstmals erwähntes Rittergut zurück, dessen Hauptgebäude sich im Ortskern, Bernsdorfer Str. 3, befand. Das Gut wechselte bis 1945 etwa 23 Mal die Besitzer. 1711 bis 1725 gehörte es einer Familie von Spohr (Sporr) zu Wittnitz. August der Starke und Gräfin Cosel machten bei ihren häufigen Reisen nach Polen dort häufig Rast.
1725 bis 1768 war der sächsische Kriegsrat Johann Heinrich Simonis Gutsbesitzer. Er war seit 1722 mit Marie Elisabeth d’Orville aus Frankfurt am Main verheiratet und als Bevollmächtigter Augusts III. mit dem Freiherrn von Löwendal am Zustandekommen des Waffenstillstandes zwischen sächsischen, russischen und polnischen Truppen unter Józef Potocki beteiligt gewesen. 1730–1735 erbaute er auf der linken Seite des Ortseinganges von Bernsdorf das bis 1946 noch vorhandene Barockschloss, legte einen großzügigen Park an, erweiterte die Fischteiche und entwässerte das Sumpfgebiet. Nördlich des Schlosses entstand später ein großer Wirtschaftshof, der von Scheunen und Stallungen umgeben war. 
Johann Heinrich Simones vererbte sein Schloss samt Rittergut in Wiednitz an seinen Schwager Peter (Pierre) d’Orville (1693–1757), Bürger und Handelsmann in Frankfurt am Main, verheiratet seit 1721 mit Johanna (Jeanne) Bernus (1699–1762). Ihr Sohn Peter Friedrich d’Orville (1731–1787) und dessen Sohn Johann Karl Friedrich von Löwenclau (1787–1831) zeichneten für die Entwicklung des Ortswappens, eines springenden Löwen mit ausgestreckten Klauen, verantwortlich. Ursächlich stammt der Adelstitel und das Wappen der Familie D’Orville von Peters jüngeren Bruder Isaak d’Orville (1699–1763), der es von Kaiser Karl VII. für sich und seine Familie verliehen bekam. 
Wilhelmine Elisabeth Freiin D’Orville von Löwenclau (* 15. Oktober 1774 in Wiednitz), einziges Kind des 1787 verstorbenen Peter Friedrich D’Orville von Löwenclau, heiratete Friedrich Leopold von Wurmb. Die Familie Wurmb wohnte im Schloss und Friedrich von Wurmb verwaltete bis 1800 das Rittergut seiner Frau. Diese starb im Jahre 1800 bei der Geburt ihres vierten Kindes Heinrich. Der letzte Gutsbesitzer der Familie d’Orville im 19. Jahrhundert verkaufte die Felder, Wiesen und das Vieh und betrieb zunächst nur noch Jagd und Fischzucht.
Im 20. Jahrhundert gehörte das Anwesen dem praktizierenden Arzt Josef Häring aus Bernsdorf. 1935 befand sich das Anwesen in einem sehr schlechten Zustand, aufgrund des undichten Daches waren Teile der Stuckdecken herabgefallen. Der Bernsdorfer Architekt Arthur Müller plante, im Schloss eine Poliklinik einzurichten und das defekte Mansarddach durch ein einfacheres Walmdach zu ersetzen. Die Planungen wurden jedoch nicht realisiert. 1941 erfolgte eine erneute zeichnerische Bestandsaufnahme durch Studenten der TH Breslau, darunter Paul Friedrich Posenenske unter Leitung von Günther Grundmann. Häring flüchtete nach der Besetzung Sachsens durch die sowjetische Militärregierung in den Westen. 
Mit der Bodenreform von 1946 wurden Teile des Parks gerodet und zu Feldern gemacht. Im gleichen Jahr wurde das sanierungsbedürftige Schloss abgerissen. Auf der ehemaligen Schlossinsel entstand danach eine Entenmastanlage. Der einst vor dem Schloss gelegene Obstgarten wurde ein öffentlicher Kinderspielplatz.
1992 wurde der Schlosspark erneuert: Neuanpflanzungen wurden vorgenommen, Bänke aufgestellt und Wege angelegt. 1994 wurde im Park eine Freilichtbühne errichtet. 2012 beteiligte sich Wiednitz mit seinem Schlosspark am 4. Tag der Parks und Gärten in der Region des Dresdner Heidebogens.

## Beschreibung
Das leicht erhöht stehende Gebäude war nach einer Zeichnung zum Umbau des Daches aus der ersten Hälfte des 18. Jahrhunderts als ein langrechteckiges, Nord-Süd ausgerichtetes, zweigeschossiges Schloss mit drei auf neunachsiger Hauptfront geplant, inklusive eines dreiachsigen in der Straßenfront gerade vorspringenden Mittelrisalits mit eigenem Dach und nicht realisierten kleinen Balkons zum Mittelfenster, und hatte ein hochgezogenes Mansardwalmdach mit vier Essen. Der Umbau in ein Walmdach wurde nicht realisiert, Fotos aus dem 20. Jahrhundert zeigen ein gleichmäßiges Mansardwalmdach. Das Mittelrisalit der Gartenseite war als halbes Oktogon mit teilweisem Pyramidendach vorspringend.
Im Erdgeschoss war die Fensterfront eher kleinteilig, die Fenster im Obergeschoss waren mehr als doppelt so groß, die Fenster jeweils achtfach als Sprossenfenster geteilt. Auf den Fotos ist auch ersichtlich, dass der Mittelrisalit dreistöckig erhöht umgebaut wurde.
Der Giebel des straßenseitigen Mittelrisalits war durch eine aufgesetzte Amphore bekrönt. Im Giebelfeld befand sich ein barockhaft verziertes Wappen. An der Straßenfront war die mit einem einfachen geraden Portal und Wappen verzierte hohe Eingangstür über eine zweiläufige balkonartige auf Säulen stehende Freitreppe mit Geländer erschlossen. Die Giebelseiten des Daches hatten je eine Dachgaube, die Längsseiten im Mansardteil je zwei Mal zwei Dachgauben je Seite.
Im Innern war das Schloss je Ebene in (von Nord nach Süd, Längsseite) drei, zwei, zwei (Risalite), zwei und drei Zimmer aufgeteilt, die Zimmer im Risalitteil waren die größeren. Am Nordteil der Dreierreihe war mittig der Aufgang eingebaut. Die Zimmer besaßen farbig bemalte und verzierte Stuckdecken, teils als Rokoko-Spiegelgewölbe ausgelegt. Der Innenraum des Gebäudes war mittig in der langen Seite durch einen Flur geteilt.